# Xã Evanston, Quận Cook, Illinois
Xã Evanston (tiếng Anh: Evanston Township) là một xã thuộc quận Cook, tiểu bang Illinois, Hoa Kỳ. Năm 2010, dân số của xã này là 74.486 người.